# Amaro Gómez-Pablos
Amaro Gómez-Pablos Benavides (Madrid, 25 de diciembre de 1967) es un periodista y presentador de televisión hispanochileno. Conocido por haber sido presentador y reportero del noticiero de Televisión Nacional de Chile 24 horas central, desde 2004 hasta 2015.
Por su trayectoria, en 2014, es seleccionado como uno de los cien españoles más destacados en el mundo y distinguido en el Palacio de Viana de la Cancillería, en Madrid.

## Primeros años y estudios
Hijo de Amaro Gómez-Pablos Maristany (español) y de Patricia Benavides Goytisolo (chilena). Nació en España y vivió en Venezuela y en Estados Unidos antes de radicarse en Santiago, durante su adolescencia, cursó su enseñanza media en Chile y luego entró a estudiar periodismo a la Universidad Gabriela Mistral.

## Carrera profesional
Trabajó para CNN en Español, a la que se incorporó en 1997 como corresponsal en Miami, luego de haberse desempeñado como colaborador independiente en Santiago de Chile desde 1995, cadena de noticias para la que cubrió las guerras de los Balcanes, Afganistán y el conflicto en Irak, entre otros hitos periodísticos, como la cobertura del largo proceso legal que comenzó con el arresto de Augusto Pinochet en Londres en 1998. Sus entrevistas incluyen al primer ministro británico Tony Blair, al presidente de los Estados Unidos Bill Clinton, al presidente del Gobierno español José Luis Rodríguez Zapatero, al presidente de Francia Jacques Chirac, al dalái lama, al presidente de Chile Ricardo Lagos y a su sucesora, Michelle Bachelet. Su último cargo en CNN fue de corresponsal en jefe para Europa, con base en Londres.
En 2003, ingresa a trabajar en el área de prensa de Televisión Nacional de Chile (TVN) siendo el presentador durante ese año de Medianoche. En 2004 da el salto cuando es nombrado conductor de 24 horas central, reemplazando a los históricos Bernardo de la Maza y Cecilia Serrano.

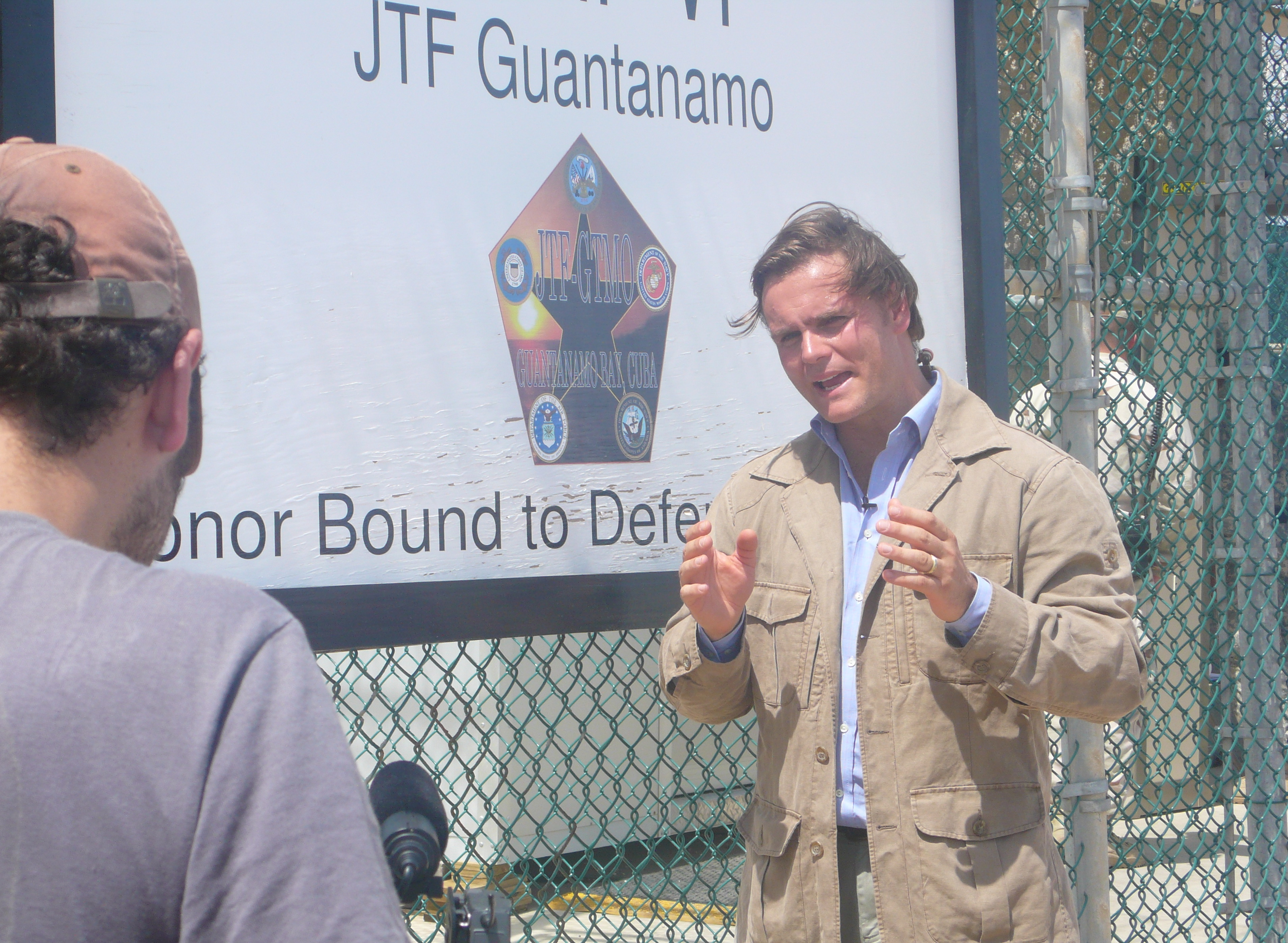
Amaro Gómez-Pablos en la Base Naval de la Bahía de Guantánamo (2007)

Ha realizado dos documentales: La guerra de los pacíficos, el único testimonio desde la perspectiva civil que se tiene de la guerra en Irak, con las grabaciones que hizo el joven iraquí Auday Majeed de su familia durante y después del bombardeo, y Ciudadano Lagos, una bitácora al expresidente chileno en los últimos días de su mandato y su transición de jefe de Estado a simple ciudadano. Contiene inéditas imágenes de su vida en familia, y fue transmitido por TVN. En 2005 participó junto con otros personajes públicos en la primera película documental chilena que aborda el tema de la discapacidad, Perspecplejia, del director David Albala.
En 2008, se convirtió en el primer periodista de la televisión chilena en ingresar a la base naval de Guantánamo en el marco de un extenso reportaje acerca de Bush, la CIA y los abusos cometidos en la lucha contra el terrorismo. Fue el primer capítulo de un nuevo programa en TVN: 360, ventana al mundo, junto con el periodista Santiago Pavlovic.
Participó en el programa Entrelíneas, de radio El Conquistador, entre 2009 y 2010. También ha realizado las cápsulas de Actualidad en una voz en la misma emisora.
En 2013 ha cubierto también el conflicto sirio en momentos clave de su desarrollo. Sus reportajes periodísticos abarcan al menos treinta países.[cita requerida]
Algunos de sus trabajos periodísticos han significado una gran preparación y entrenamiento físico previos.  Por ejemplo, el documental rodado con motivo del aniversario del 21 de mayo y con el objetivo de revelar detalles inéditos acerca del hundimiento de la corbeta Esmeralda, requirió una extenso entrenamiento en técnicas de buceo en Los Molles y en el Club Palestino, lugares donde además se probaron los equipos técnicos de comunicación audiovisual bajo el agua.
Sus aportes al periodismo nacional lo hicieron acreedor en 2013 del premio Periodismo de Excelencia, que otorga la Universidad Alberto Hurtado, en el área Periodismo de Excelencia Audiovisual por su reportaje «Plástico, el doble filo» emitido el 31 de octubre de 2012, en el programa Informe especial, de TVN, y en la categoría reportaje o documental periodístico, por su trabajo «El indulto de Gabriela Blas», emitido el 4 de junio de 2012 en el noticiero 24 horas central, de TVN.

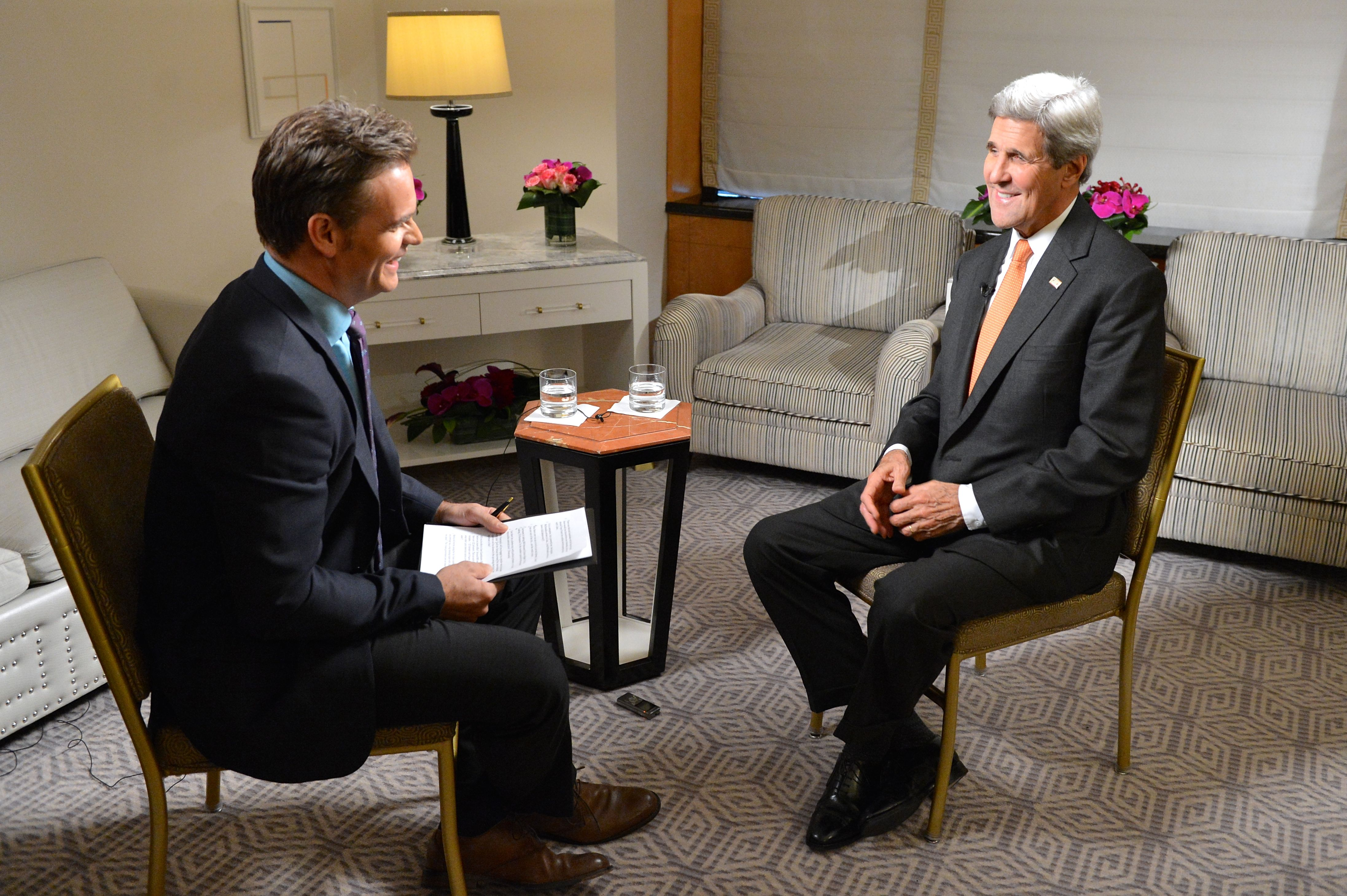
Amaro Gómez Pablos (a la izquierda) entrevista al secretario de Estado de los Estados Unidos John Kerry para TVN en 2015.

También ha contribuido en artículos de prensa para Reforma, México; Cambio, Colombia; Gatopardo, Colombia; El Comercio, Perú; Caretas, Perú; Cosas, Chile; El Mercurio, Chile, entre otras publicaciones.
Por diferencias editoriales con Alberto Luengo, quien fue director de prensa del canal desde 2014 y hasta enero de 2018, Amaro renuncia y el 23 de octubre de 2015 se despide de 24 horas central, después de 11 años, para ser reemplazado por Matías del Río. En 2015 y 2016, fue copresentador de Y tú qué harías?, y en septiembre de 2016, fue desvinculado de TVN, tras catorce años en la emisora estatal.
El 1 de enero de 2017, se anuncia su llegada a Mega, donde debutó con el programa de reportajes Azul profundo.
En 2020, Amaro debuta en Canal 13 como presentador del programa matinal Bienvenidos, en reemplazo de Martín Cárcamo, donde se mantuvo hasta el fin del programa en 2021. Además, participa en el programa Al límite de la ficción, serie de reportajes de tecnología, emitidas en el noticiario Teletrece. En 2023 en Canal 13 empieza un nuevo programa, Patagonia en dos ruedas, que muestra lugares de la Patagonia en Chile. Desde el año 2023 conduce el programa sobre sostenibilidad “Clima de Cambio” en Radio Pauta (100.5 FM en Santiago). 

## Programas de televisión
| Año           | Programa                                 | Rol                    | Canal          | País           |
| ------------- | ---------------------------------------- | ---------------------- | -------------- | -------------- |
| 1997-2002     | CNN                                      | Corresponsal           | CNN en Español | Estados Unidos |
| 2003-2015     | 24 horas central                         | Conductor              | TVN            | Chile          |
| 2015-2016     | Y tú qué harías?                         | Conductor              | TVN            | Chile          |
| 2017          | Azul profundo                            | Conductor              | Mega           | Chile          |
| 2017          | La divina comida                         | Participante anfitrión | Chilevisión    | Chile          |
| 2018          | Selección nacional: Las picadas del Chef | Invitado anfitrión     | Mega           | Chile          |
| 2018          | Selección internacional: Latinoamérica   | Conductor              | Mega           | Chile          |
| 2019          | Selección internacional: España          | Conductor              | Mega           | Chile          |
| 2019          | Chile profundo                           | Conductor              | Mega           | Chile          |
| 2020-2021     | Bienvenidos                              | Conductor              | Canal 13       | Chile          |
| 2020-2021     | Al límite de la ficción                  | Conductor              | Canal 13       | Chile          |
| 2023-presente | Patagonia en dos ruedas                  | Conductor              | Canal 13       | Chile          |

## Premios y reconocimientos
En 2008, se le otorgó el Premio Internacional de Periodismo Rey de España en la categoría de televisión por su reportaje de Guantánamo y las cárceles secretas de la CIA, galardón que le fue entregado en enero de 2009 por el rey Juan Carlos. La audiencia lo escogió como el mejor periodista en el marco de la cobertura del terremoto que asoló a Chile en 2010, según un estudio de la independiente Fucatel.
Por sus otras múltiples coberturas, la Universidad Adolfo Ibáñez lo premió como el mejor periodista de televisión del año 2010. También la Universidad Alberto Hurtado decidió distinguirlo con el máximo reconocimiento, el Premio Periodismo de Excelencia en 2012. La Universidad de Navarra, en España, le otorgó el Premio TeleNatura al mejor reportaje internacional de medio ambiente por Plásticos: El doble filo. También ganó el prestigioso Premio Gabriel García Márquez por el mismo trabajo.